# Lepidochrysops hypopolia
Lepidochrysops hypopolia ist eine vermutlich ausgestorbene Schmetterlingsart aus der Familie der Bläulinge (Lycaenidae). Die Art kam in KwaZulu-Natal und Transvaal in Südafrika vor und ist nur durch drei Männchen bekannt geworden. Weibchen wurden nie gefunden.

## Merkmale
Die drei gesammelten Männchen haben eine Flügelspanne von 19 bis 20 mm. Die Oberseite ist stumpf violettblau mit einem schmalen braunen Saum. Die Oberseite der Vorderflügel hat einen deutlichen Medianfleck, während die Oberseite der Hinterflügel einen schmalen schwarzen Fleck aufweist, der oberhalb des Analwinkels von einem ockergelben Halbmond begrenzt ist.

## Lebensraum
Die Art wurde auf Grünland gefunden.

## Entdeckungsgeschichte und Status
Die ersten beiden Männchen wurden am 21. September 1870 von Walter Morant bei Blue Bank nahe Ladysmith, KwaZulu-Natal in der Umgebung der Drakensberge gesammelt. Das dritte Männchen wurde 1879 von Thomas Ayres bei Potchefstroom, Transvaal entdeckt. Die Exemplare von Morant befinden sich im Natural History Museum in London. Das Exemplar von Ayres ist im South African Museum in Kapstadt aufbewahrt. Seit 1879 wurde kein weiteres Exemplar mehr gefunden. Die Gründe für das Verschwinden dieses Schmetterlings sind unbekannt. Es gab Spekulationen, dass es sich bei Lepidochrysops hypopolia um chemisch geblichene Exemplare der nahe verwandten Art Lepidochrysops praeterita handeln könnte. Jedoch sind die Oberseiten nicht geblichen und die Außenränder der Vorderflügel sind mehr konvex als bei den Männchen von Lepidochrysops praeterita.